# Castrul roman de la Târnăveni
Castrul roman de la Târnăveni, județul Mureș, este înscris în lista monumentelor istorice din județul Mureș elaborată de Ministerul Culturii și Patrimoniului Național din România în anul 2010 (cod MS-I-s-B-15434).